# Marque de sceau

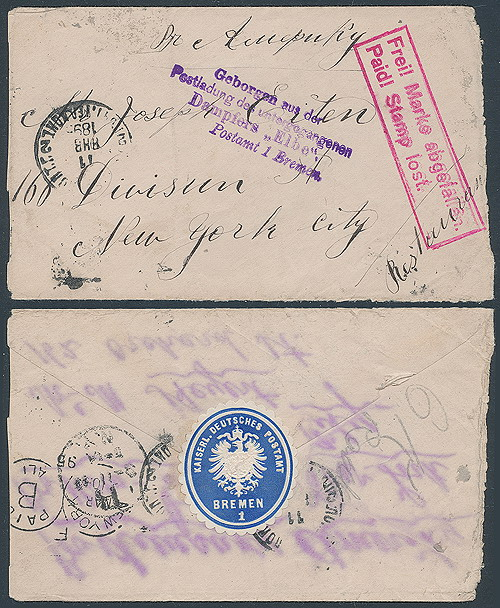
Marque de sceau officielle sur une lettre de 1895.

Une marque de sceau (en allemand : Siegelmarke) est un cachet utilisé pour garantir l'authenticité et l'intégrité d'un envoi ou d'un document, notamment en Allemagne.
Les marques de sceau ont été utilisées de 1850 à 1945 environ pour sceller les enveloppes et marquer la correspondance écrite. Elles ont remplacées les sceaux de cire et la cire à cacheter et la cire à cacheter qui étaient utilisés jusque-là. À partir de 1920 environ, l'utilisation des marques de sceau a progressivement diminué. Après 1933, elles n'étaient utilisés que par quelques bureaux officiels.
Les collectionneurs de marques de sceau sont considérés comme faisant partie de l'érinnophilie (de) ou comme une partie subsidiaire de la philatélie.

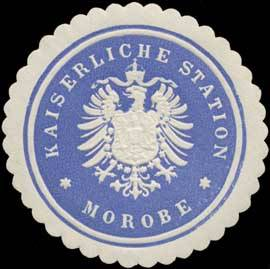
Marque de sceau de Morobe en Nouvelle-Guinée allemande.
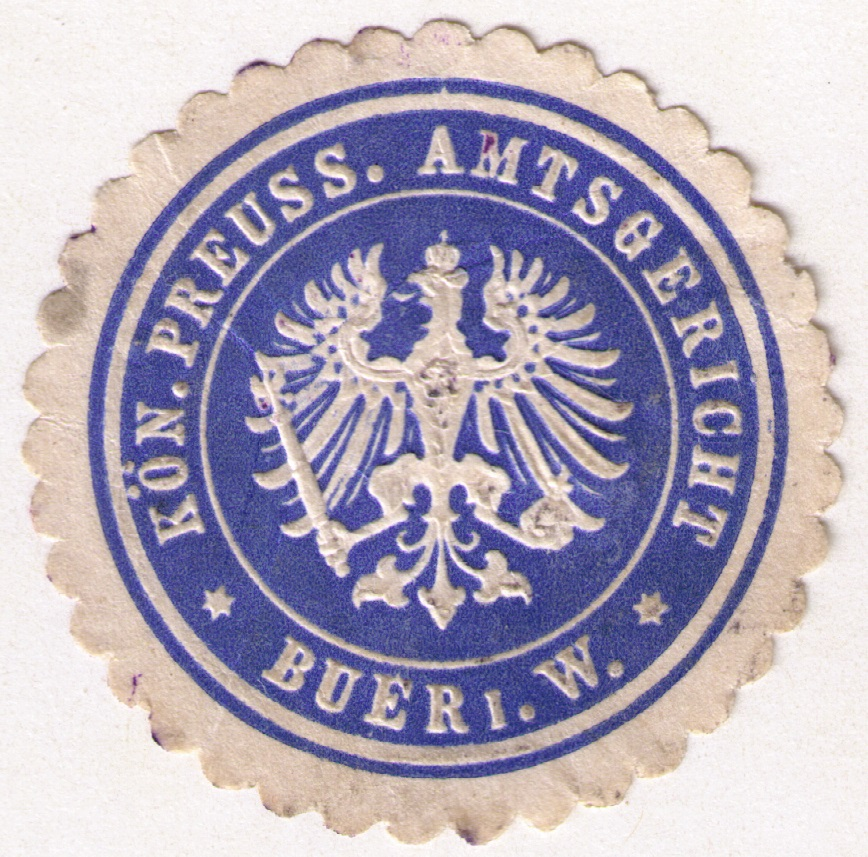
Marque de sceau du tribunal royal de district prussien de Buer en Westphalie.
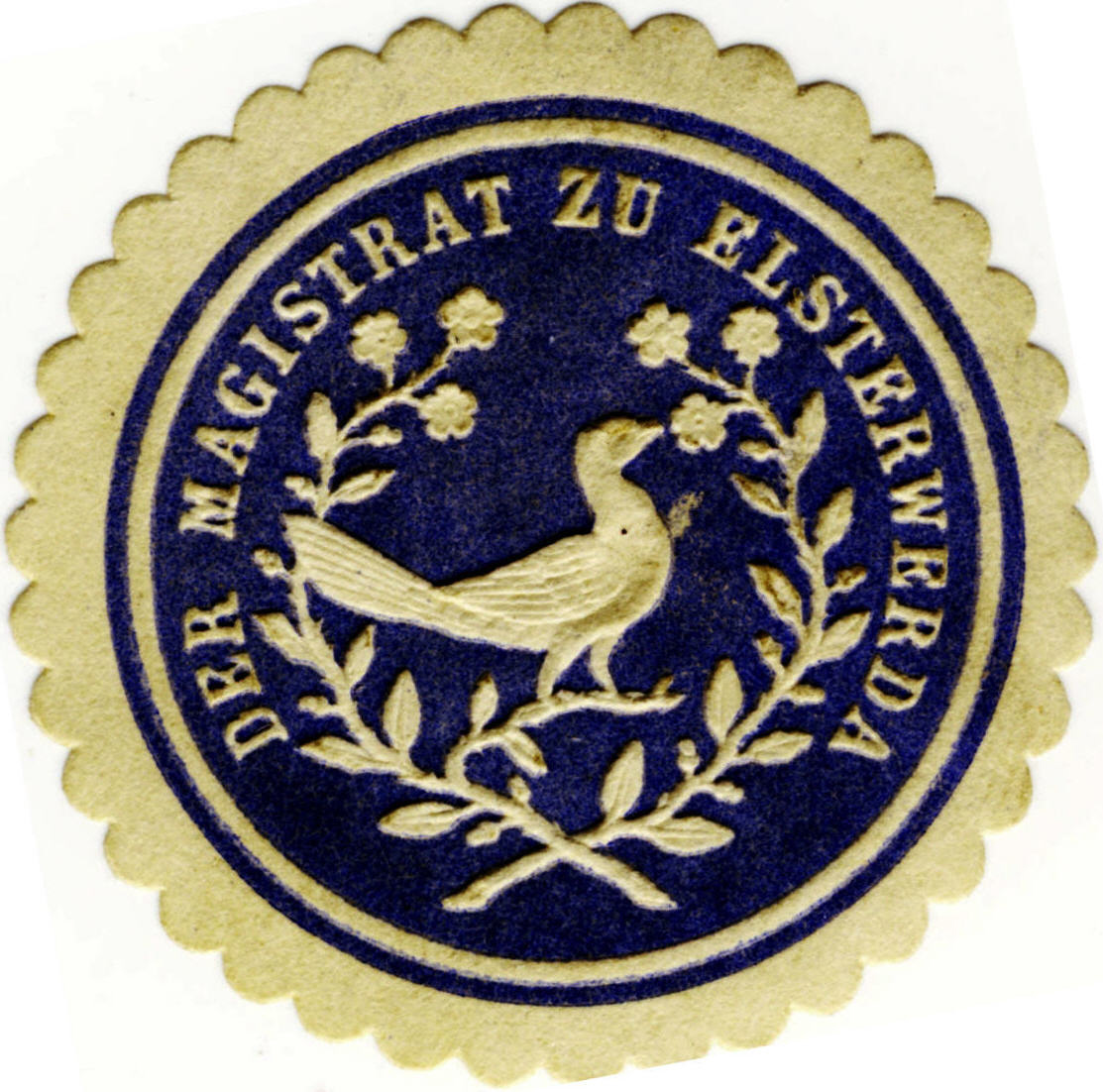
Marque de sceau du magistrat d'Elsterwerda.
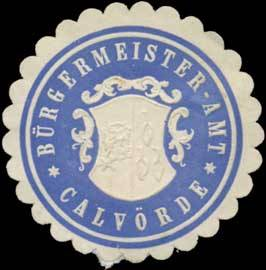
Marque de sceau de la mairie de Calvörde
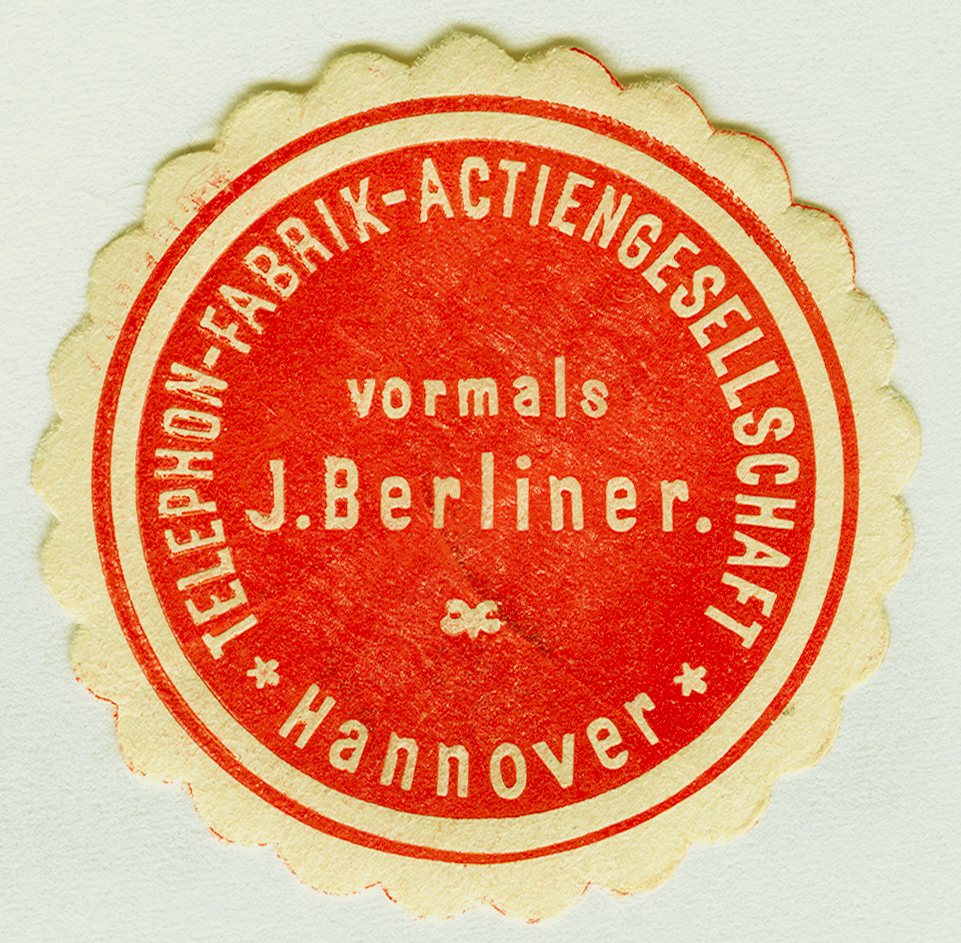
Marque de sceau de la Telephon-Fabrik Actiengesellschaft de Hanovre, avec Joseph Berliner (en).
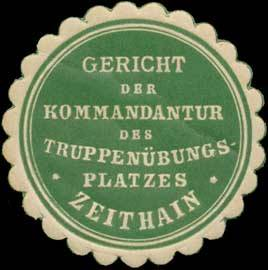
Marque de sceau d'un tribunal militaire saxon.
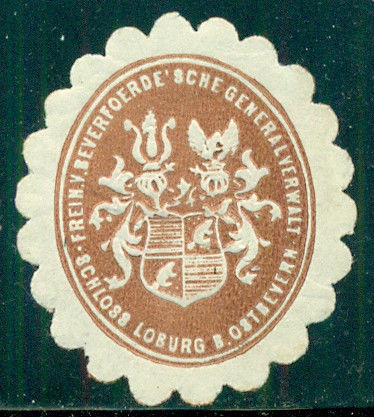
Marque de sceau de l'administration générale baronniale du château de Loburg avec les armoiries de la famille Beverfoerde-Werries.
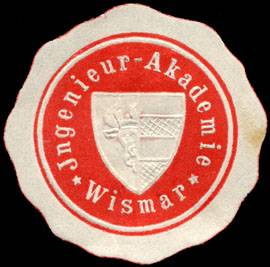
Marque de sceau de l'académie d'ingénierie Wismar (en).
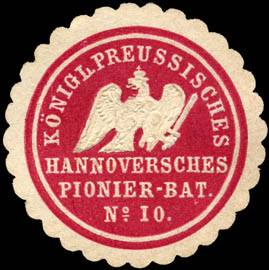
Marque de sceau du bataillon de pionniers prussiens hanovriens n°10.